# ابرمتن
اَبَرمتن (به انگلیسی: Hypertext) به متنی می‌گویند که بر صفحه نمایشگر یا سایر وسایل الکترونیکی نشان داده می‌شود و قابلیت ارجاع از طریق ابرپیوند (به انگلیسی: Hyperlink) به متون یا داده‌های دیگر را جهت دسترسی سریع برای خواننده فراهم می‌آورد یا می‌توان در آن، متن را در سطوح مختلفی از جزئیات نشان داد. صفحات ابرمتن توسط ابرپیوندها با همدیگر مرتبط هستند که به‌طور معمول با اشاره ماوس یا فشردن دکمه‌ای خاص از صفحه کلید یا با اشاره بر صفحه نمایشگر لمسی از صفحه‌ای به صفحه دیگر منتقل می‌شوند. علاوه بر متون، گاهی ابرمتن توسط ابرپیوندها برای تشریح جدول‌ها، تصویرها یا سایر صورت‌های ارائه مضمون به کار می‌رود. ابرمتن که اغلب با اچ‌تی‌ام‌ال نوشته می‌شوند یک مفهوم بنیانی برای تبیین ساختار وب جهان گستر است. ابرمتن یک بستر ارتباطی آسان و انعطاف‌پذیر را جهت به اشتراک گذاری اطلاعات در اینترنت فراهم می‌سازد.

## واژه‌شناسی
ابرمتن ترجمه واژه "hypertext" است. پیشوند انگلیسی -hyper از پیشوند یونانی "-ὑπερ" برگرفته شده‌است و به معنی "فراً یا "وراً می‌باشد و با پیشوند لاتین "-super" یک خاستگاه مشترک دارد. همچنین به معنای غلبه بر محدودیت‌های خطی قبلی از متن نوشتاری می‌باشد. واژه "ابرمتن" اغلب در مواردی که واژه "ابررسانه" (hypermedia) مناسب به نظر می‌رسد به کار می‌رود. در سال ۱۹۹۲ نویسنده تئودور هولم نلسون – مبدع دو واژه "hypertext" و "hypermedia" در سال ۱۹۶۳ – می‌نویسد:
 امروزه لغت "ابرمتن" به‌طور عموم برای انشعاب و پاسخگویی متن پذیرفته شده‌است، ولی لغت متناظر "ابررسانه"، به معنی پیچیدگی انشعاب و پاسخگویی تصویرها، ویدئوها و صدا – همانند ابرمتن – کاربرد خیلی کمتری دارد. درحالیکه به جای آنها از واژه نامأنوس "چند رسانه‌ای تعاملی" استفاده می‌شود: این واژه طولانی‌تر است و بیانگر تفکر بسیط ابرمتن نیست. — Nelson, Literary Machines, 1992

## انواع و موارد کاربرد ابرمتن
سندهای ابرمتن می‌توانند پایا (از پیش تهیه و بایگانی شده) یا پویا (مدام تغییرپذیر در پاسخ به داده‌های کاربران، مانند صفحات وب پویا) باشند. یک سند ابرمتن پایا می‌تواند جهت ارجاع متقابل مجموعه‌های داده‌ها در سندها، نرم‌افزارهای کاربردی یا کتاب‌ها بر روی لوح نوری استفاده شود. ابرپیوندهای بکار رفته در یک سند ابرمتن به‌طور معمول بخش جاری ابرمتن را به سند مقصد جابه‌جا می‌کنند. ابرمتن می‌تواند نظام‌های بسیار پیچیده و پویایی از پیوند و ارجاع متقابل را توسعه دهد. شناخته شده‌ترین پیاده‌سازی ابرمتن، وب جهان گستر است، که برای اولین بار در سال ۱۹۹۲ گسترش یافته‌است.

## تاریخچه
در سال ۱۹۴۱ خورخه لوئیس بورخس اثر «باغ مسیرهای چنگالی» را به سبک داستان کوتاه به وجود آورد که به‌طور غالب به الهامی از مفهوم ابرمتن توجه دارد.
در سال ۱۹۴۵ ونیوار بوش مقاله‌ای در مجله «آتلانتیک مانسلی» به نام «همانگونه که ممکن است ما فکر کنیم» دربارهٔ یک دستگاه نمونه-ابرمتن در آینده نوشت و آن را «ممکس» نامید.
در سال ۱۹۶۳ تئودور هولم نلسون دو واژه ابرمتن و ابررسانه را در یک مدلی که برای ایجاد و استفاده از مطالب به هم پیوسته توسعه داده بود ابداع کرد.
در سال ۱۹۸۰ تیم برنرز لی نرم‌افزار ENQUIRE را به وجود آورد که یک نظام اولیه پایگاه داده‌های ابرمتن و تا حدی شبیه ویکی بود ولی بدون علامت‌های نقطه گذاری ابرمتن که البته تا سال ۱۹۸۷ ابداع نشده بود.
در اوت ۱۹۸۷ شرکت اپل نرم‌افزار کاربردی HyperCard را که یک ابزار برنامه‌نویسی برای سیستم عامل مکینتاش بود منتشر کرد.
در سال ۱۹۹۰ تیم برنرز لی، بعدها به عنوان یک دانشمند در سرن، یک طرح جدید ابرمتن در پاسخ به یک درخواست برای امکان ساده و سریع اشتراک اطلاعات در میان فیزیک‌دانان شاغل در سرن و سایر مؤسسات دانشگاهی، ارائه و بعدها مدل کرد. او این طرح را «وب جهان گستر» نامید.
در سال ۱۹۹۲ مرورگر لینکس به عنوان یک مرورگر اولیه اینترنت با قابلیت فراهم نمودن پیوندهای ابرمتنی در میان سندها پا به عرصه وجود گذاشت.
با انتشار مرورگرهای جدید، میزان زیاد بار روی وب جهان گستر باعث افزایش سریع سرورها از ۵۰۰ عدد در سال ۱۹۹۳ به بیش از ۱۰٫۰۰۰ عدد در سال ۱۹۹۴ شد. در نتیجه تمامی نظام‌های ابر متن پیشین با موفقیت وب تحت‌الشعاع قرار گرفتند.

## ابرمتن ادبی
ابرمتن ادبی یکی از گونه‌های ادبیات الکترونیک و سبکی پذیرفته شده نزد این نویسندگان محسوب می‌شود که در آن از پیوندهای ابرمتن استفاده می‌شود. در این حال خواننده از یک صفحه داستان با کلیک بر روی پیوندهای موجود در آن به صفحه دیگر می‌رود. این امر باعث ایجاد متنی تودرتو با ساختار غیرخطی می‌شود که این مورد در ایجاد شیوه روایی جدید به نویسنده کمک می‌کند. در نقدهای ادبی، از این گونهٔ ادبی با نام داستان ابرمتنی (Hypertext fiction) نیز یاد می‌کنند. روایت ابرمتنی اخیراً مورد توجه روایت‌پژوهان قرار گرفته‌است. این نوع روایت‌ها از قابلیت‌های اَبَرمتنی بهره می‌گیرند تا به خوانندگان اجازه دهند (یا آنان را مجبور کنند) توجهشان بلافاصله به تکه‌متن دیگری جلب شود. تکه‌متن عبارت است از متن‌ها یا فرم‌هایی که ممکن است بخش‌های مختلفی از گفتمان روایی را تشکیل دهند.